# Health for Denmark
Health for Denmark er en dansk dokumentarfilm fra 1947, der er instrueret af Torben Anton Svendsen efter manuskript af Arthur Elton. I 1951 blev der udgivet en forkortet udgave med titlen Far bliver syg.

## Handling
Filmen fremstiller de danske sygekassers funktioner. Med udgangspunkt i familien Ipsen fortælles om, hvad sygekassen yder for medlemmerne. Hr. Ipsen bliver syg med en mild lungebetændelse og indlægges på centralsygehuset. Der redegøres for selve hospitalsorganisationen og forskellen mellem amtssygehusene og de kommunale hospitaler.